# Stępkowski
Stępkowski (forma żeńska: Stępkowska; liczba mnoga: Stępkowscy) – polskie nazwisko. Na początku lat 90. XX wieku w Polsce nosiły je 2142 osoby Wówczas najwięcej, 353, Stępkowskich mieszkało w województwie warszawskim.
Ród herbowy noszący herb Suchekomnaty.
Osoby o nazwisku Stępkowski
- Józef Stępkowski – wojewoda kijowski w XVIII wieku
- Aleksander Stępkowski (1974–) – prawnik, doktor habilitowany nauk prawnych, profesor Uniwersytetu Warszawskiego, współtwórca i pierwszy prezes zarządu Ordo Iuris. W latach 2015–2016 podsekretarz stanu w Ministerstwie Spraw Zagranicznych. Od 2019 sędzia Sądu Najwyższego. Od 2020 pełniący obowiązki pierwszego prezesa Sądu Najwyższego. Od 2020 rzecznik prasowy Sądu Najwyższego.
- Dariusz Stępkowski (1969–) – salezjanin, doktor habilitowany nauk humanistycznych w zakresie pedagogiki, profesor i prodziekan Uniwersytetu Kardynała Stefana Wyszyńskiego w Warszawie (UKSW).
- Józef Stępkowski (1885–) – oficer piechoty Wojska Polskiego
- Józef Stępkowski (1970–) – inżynier rolnik, polityk, poseł
- Elżbieta Junosza-Stępkowska (1936–2015) – dziennikarka, redaktorka m.in.  "Kierunki", "Słowo Powszechne", "Kurier Polski", "Veto";
- Tomasz Szwed-Stępkowski (ur. 1951 w Pionkach) – jeden z najpopularniejszych w Polsce piosenkarzy country i folk.
- Janusz Stępkowski – architekt